# Joan Van Ark
Joan Van Ark (Nova Iorque, 16 de junho de 1943) é uma atriz norte-americana. Participou de seriados como Dallas, Knots Landing e foi co-apresentadora do Miss Universo de 1982 a 1985. Fez uma participação especial na continuação da série Dallas, em 2013.